# Alhagi
Alhagi là một chi thực vật có hoa cựu thế giới trong họ Fabaceae. Chi này có 3-5 loài.
Alhagi là thức ăn của ấu trùng các loài trong Lepidoptera bao gồm Coleophora argyrella ăn chủ yếu là A. maurorum.
Tên chi có nguồn gốc từ tiếng Ả Rập cho pilgrim.

## Hình ảnh

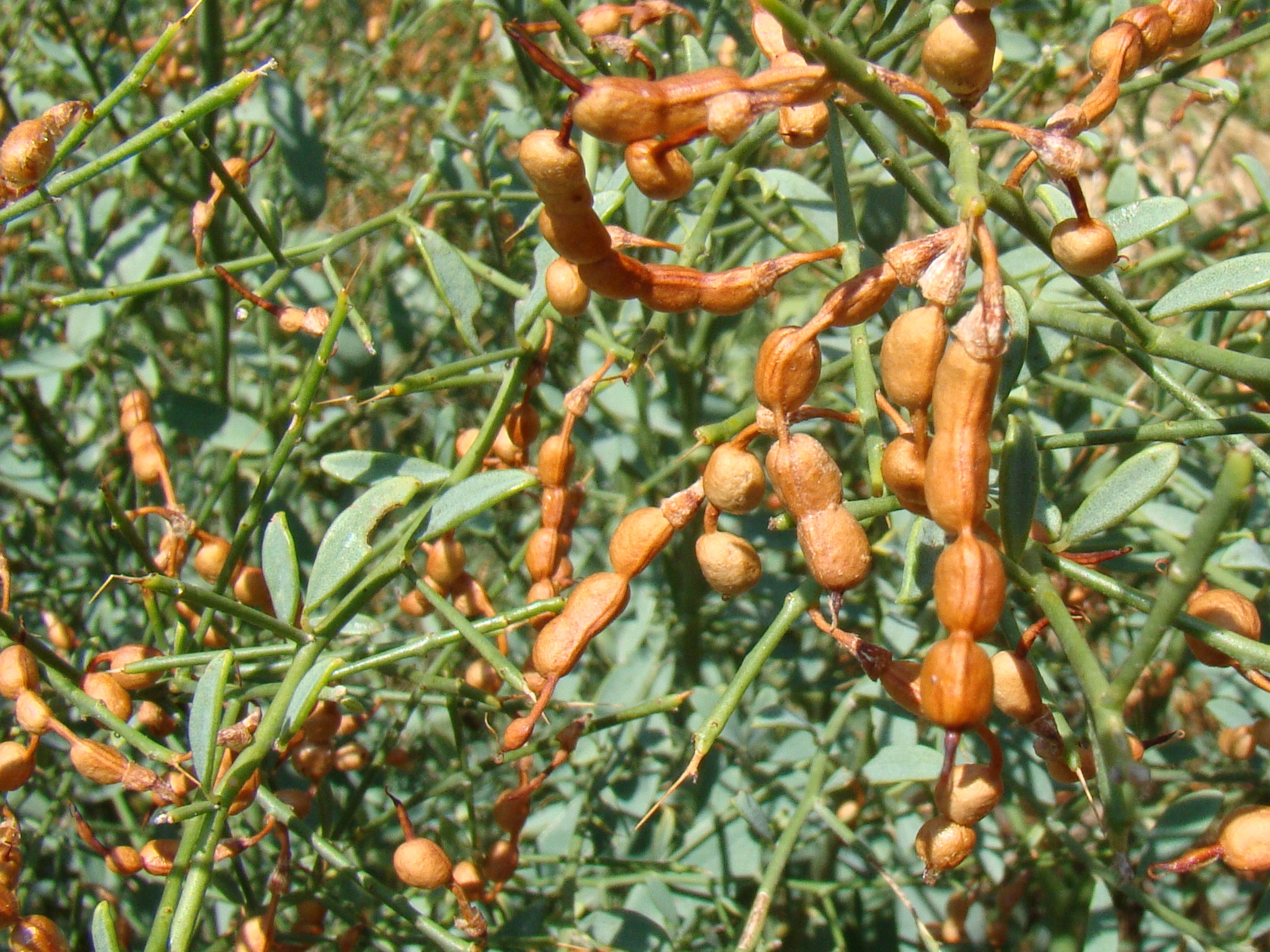
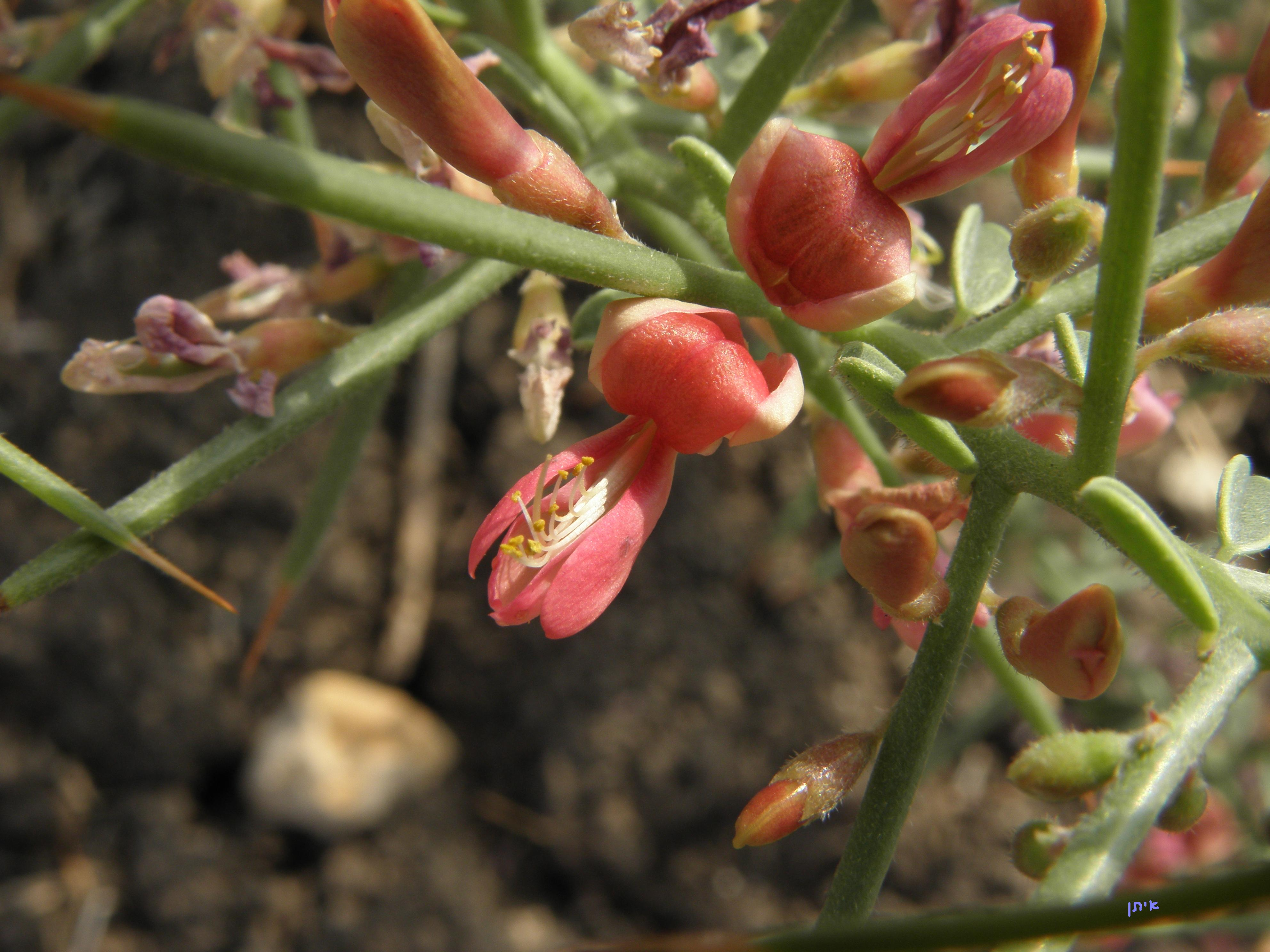
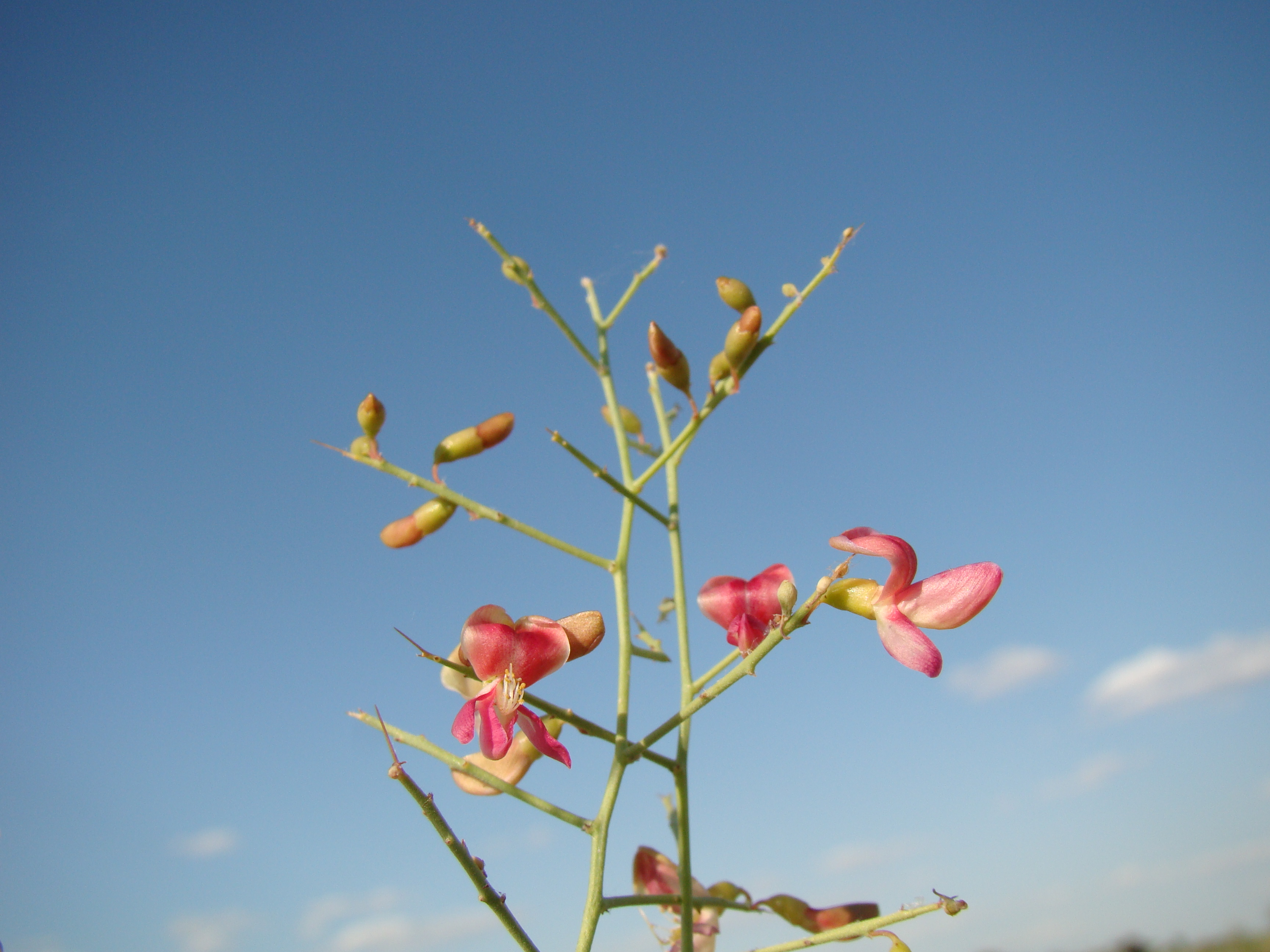
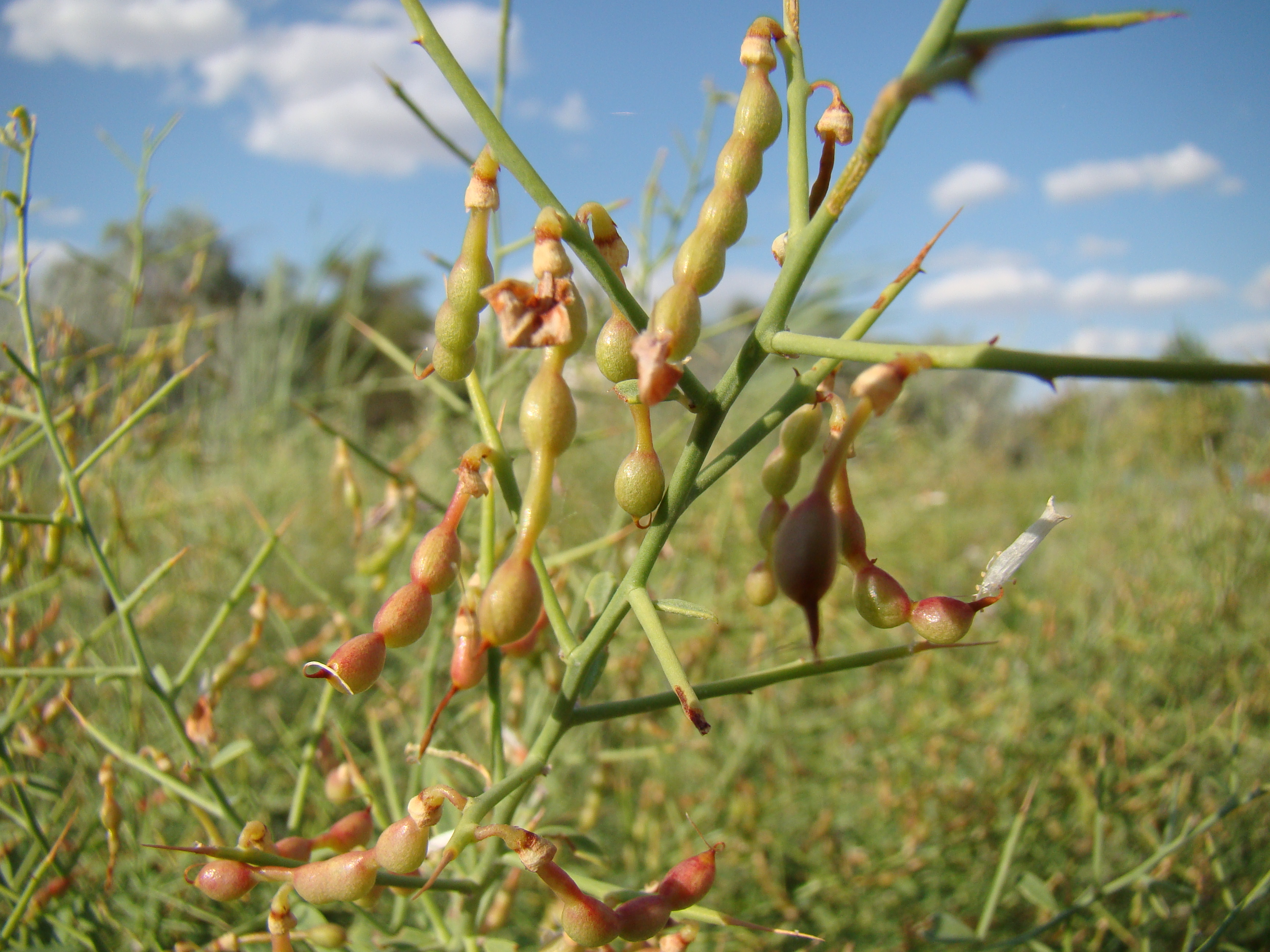